# Аламоса-Іст (Колорадо)
Аламоса-Іст (англ. Alamosa East) — переписна місцевість (CDP) в США, в окрузі Аламоса штату Колорадо. Населення — 1453 особи (2020).

## Географія
Аламоса-Іст розташована за координатами 37°28′38″ пн. ш. 105°50′31″ зх. д. / 37.47722° пн. ш. 105.84194° зх. д. (37.477266, -105.841969).  За даними Бюро перепису населення США в 2010 році переписна місцевість мала площу 9,34 км², уся площа — суходіл. В 2017 році площа становила 8,40 км², уся площа — суходіл.

## Демографія
Згідно з переписом 2010 року, у переписній місцевості мешкало 1458 осіб у 575 домогосподарствах у складі 379 родин. Густота населення становила 156 осіб/км².  Було 619 помешкань (66/км²).
Расовий склад населення:
| - 72,7 % — білих - 2,5 % — корінних американців - 0,9 % — азіатів - 0,2 % — чорних або афроамериканців - 17,9 % — осіб інших рас |

До двох чи більше рас належало 5,8 %. Частка іспаномовних становила 54,1 % від усіх жителів.
За віковим діапазоном населення розподілялося таким чином: 26,5 % — особи молодші 18 років, 62,4 % — особи у віці 18—64 років, 11,1 % — особи у віці 65 років та старші. Медіана віку мешканця становила 36,3 року. На 100 осіб жіночої статі у переписній місцевості припадало 99,2 чоловіків;  на 100 жінок у віці від 18 років та старших — 100,9 чоловіків також старших 18 років.
Середній дохід на одне домашнє господарство  становив 58 044 долари США (медіана — 49 200), а середній дохід на одну сім'ю — 74 530 доларів (медіана — 70 602). За межею бідності перебувало 28,4 % осіб, у тому числі 46,1 % дітей у віці до 18 років та 5,0 % осіб у віці 65 років та старших.
Цивільне працевлаштоване населення становило 537 осіб. Основні галузі зайнятості: публічна адміністрація — 12,8 %, мистецтво, розваги та відпочинок — 12,7 %, будівництво — 11,2 %, роздрібна торгівля — 11,0 %.